# Sân vận động El Menzah
Sân vận động El Menzah (tiếng Pháp: Stade El Menzah) là một sân vận động đa năng nằm ở phía bắc Tunis, Tunisia.

## Lịch sử

### Sự kiện thể thao

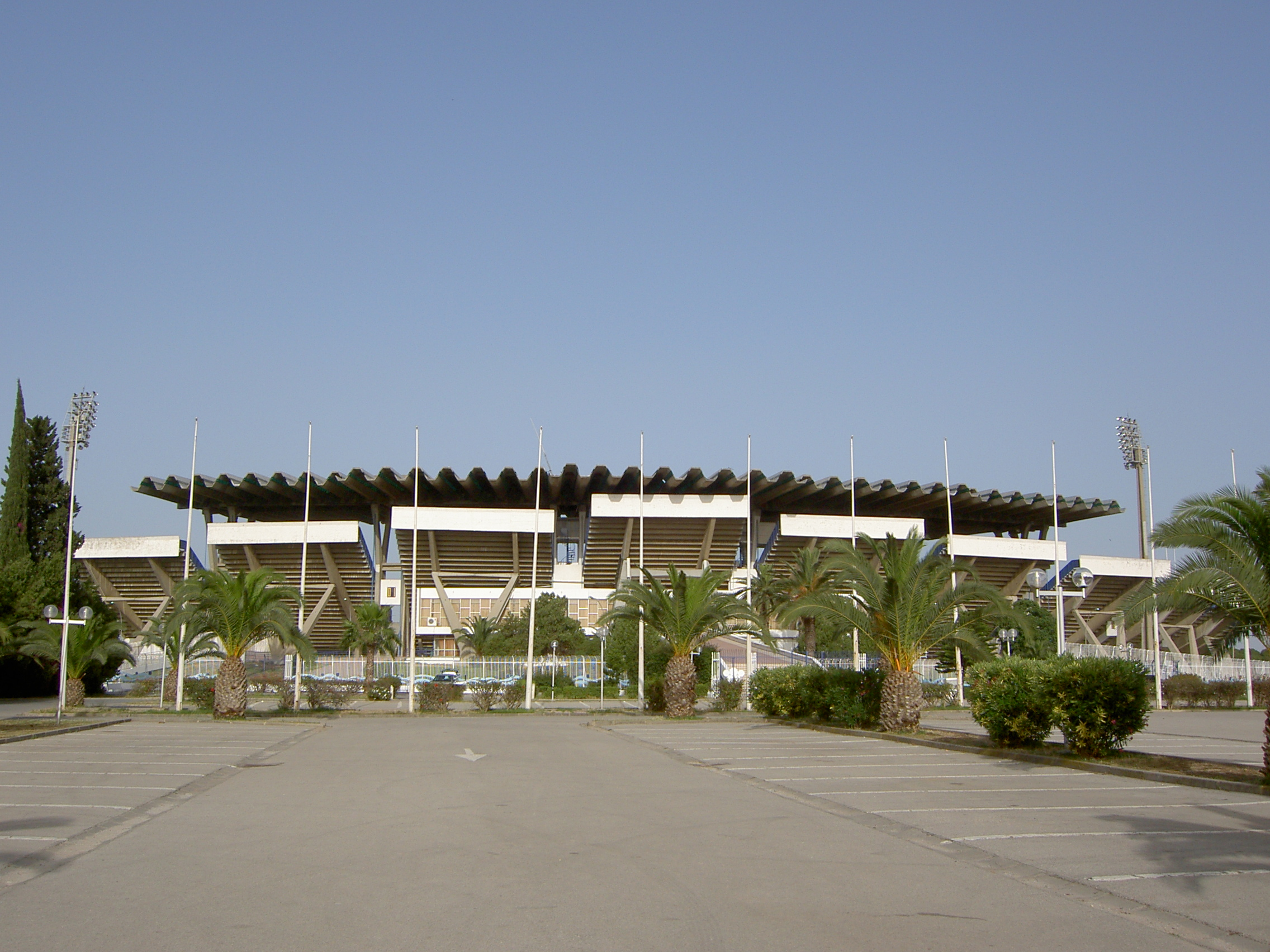
Bên ngoài Sân vận động El Menzah

Sân được xây dựng cùng lúc với bể bơi và nhà thi đấu thể dục dụng cụ Olympic để tổ chức Đại hội Thể thao Địa Trung Hải 1967. Kể từ đó, sân là một phần không thể thiếu của khu liên hợp thể thao chính của Tunisia. Ba đội bóng lớn của Tunisia, ES Tunis, Club Africain và Stade Tunisien đã chơi các trận đấu trên sân nhà của các đội ở đó.
Sân vận động đã được cải tạo hoàn toàn cho Cúp bóng đá châu Phi 1994. Sân có sức chứa 39.858 chỗ ngồi. Khu VIP bao gồm một khán đài lớn và 2 quầy bar có sức chứa 300 người theo kiểu "cocktail". Sân vận động này đã tổ chức các trận đấu của đội tuyển bóng đá quốc gia Tunisia cho đến khi Sân vận động 7 tháng 11 được khánh thành tại Radès vào năm 2001.

### Sự kiện âm nhạc
Ngôi sao nhạc pop Michael Jackson đã biểu diễn buổi hòa nhạc đầu tiên và duy nhất của mình ở Tunisia, tại sân vận động này trong chuyến lưu diễn HIStory World Tour của ông vào ngày 7 tháng 10 năm 1996 trước 90.000 người hâm mộ.
Sting đã biểu diễn tại sân vận động trong chuyến lưu diễn Brand New Day Tour của ông vào ngày 28 tháng 4 năm 2001.
Mariah Carey đã khởi động chuyến lưu diễn The Adventures of Mimi Tour tại sân vận động này vào ngày 22 và 24 tháng 7 năm 2006.

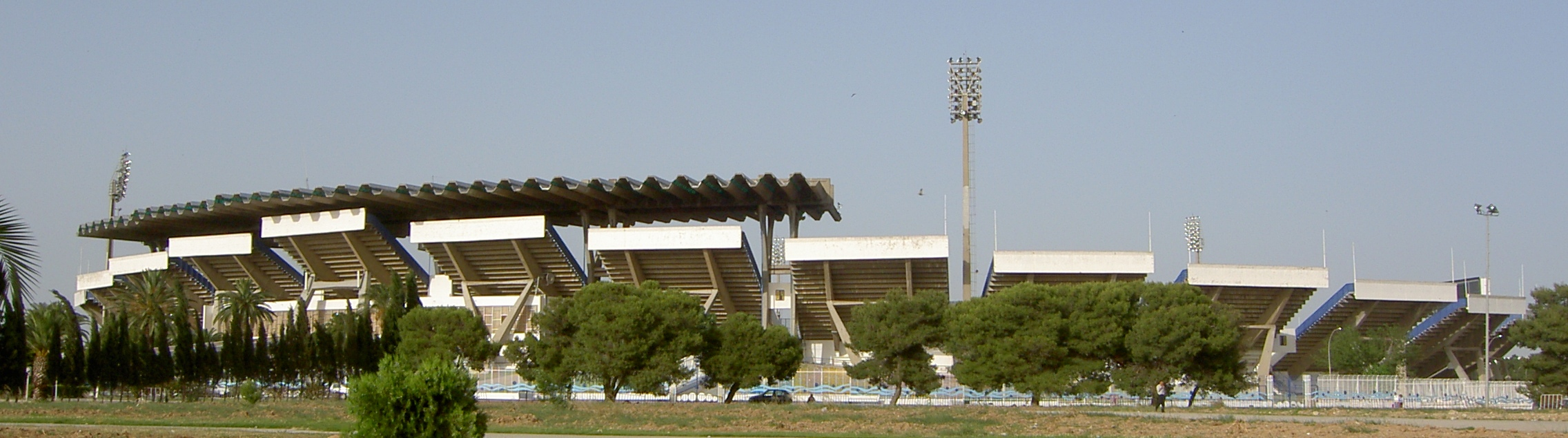
Toàn cảnh Sân vận động El Menzah